# Церква Святого Архістратига Михаїла (Качанівка)

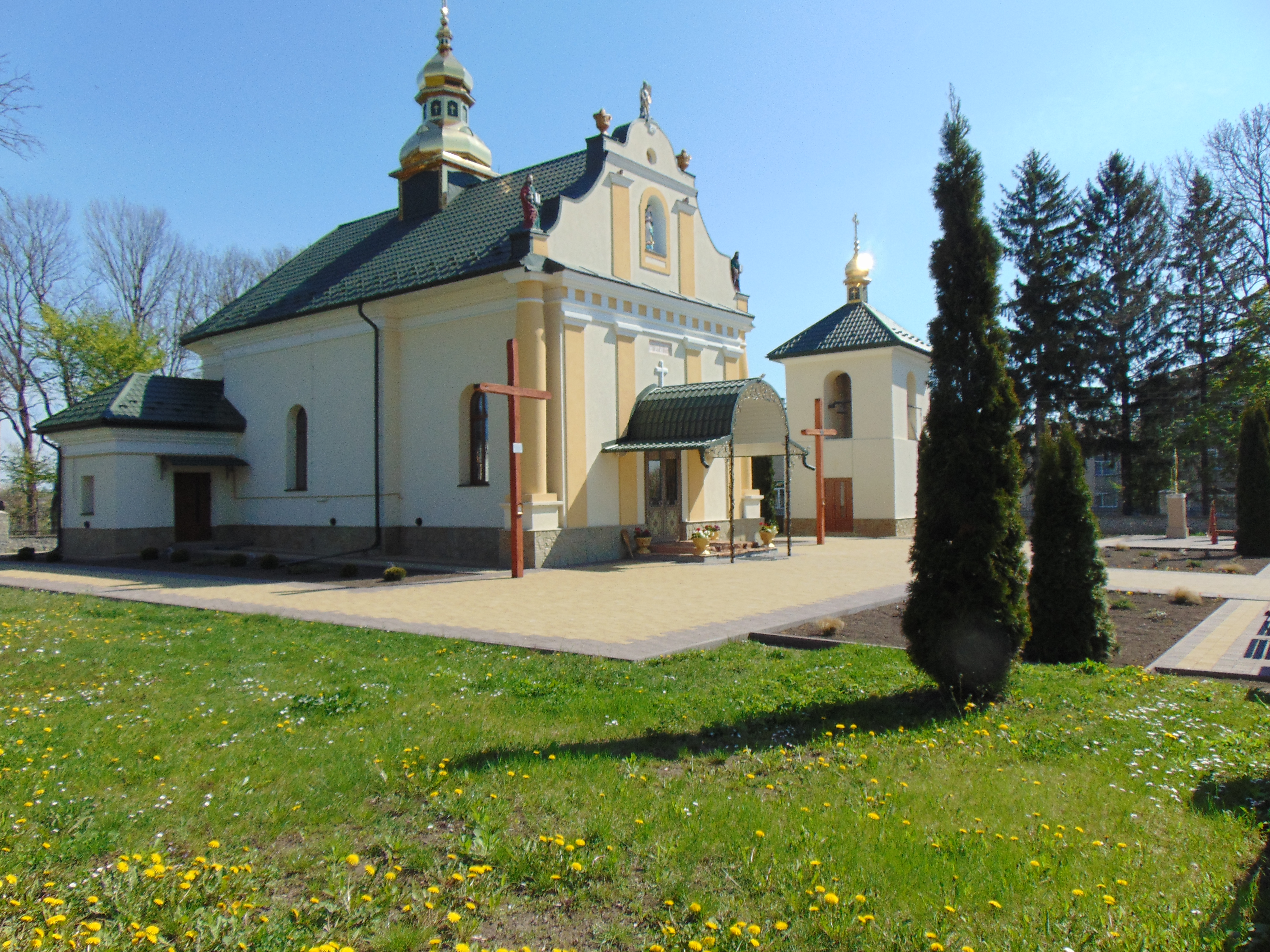
Церква Св.Архангела Михаїла

Церква Святого Архістратига Михаїла в Качанівці — парафія і храм греко-католицької та православної громад у селі Качанівка Тернопільського району Тернопільської области.
Оголошена пам'яткою архітектури місцевого значення.

## Історія церкви
Після того, як наприкінці XVII століття згоріла стара дерев'яна церква, дідичка Ревуська у 1709 році збудувала спільну святиню для греко-католиків та римо-католиків, де українці користувалися правою частиною, а поляки — лівою. Спільне користування тривало близько 150 років.
У 1848–1849 роках, під час головування Палчука як війта, греко-католицька громада збудувала власну кам'яну церкву з баштовою дзвіницею. Храм освятили 21 листопада 1863 року в день святого Архистратига Михаїла. До 1946 року це була греко-католицька парафія, а з 1946 року парафія і храм возз'єдналися з РПЦ. З кінця 1950-х років і до виходу УГКЦ з підпілля, ієромонах о. Йосиф Фаль проводив тут та в Підволочиську підпільні богослужіння. На початку 1991 року парафія відновила свою приналежність до УГКЦ.
У лютому 2011 року єпископ Василій Семенюк привіз на парафію мощі святого Івана Хрестителя. На 150-річчя освячення церкви, 21 листопада 2013 року, святкову літургію очолив архієпископ Тернопільський та Кременецький Нестор. Богослужіння в храмі відбуваються почергово, оскільки у 1991 році громада поділилася на парафії УГКЦ та УАПЦ (яка згодом увійшла до ПЦУ).
На греко-католицькій парафії діють Вівтарна дружина та братство «Апостольство молитви».

## Парохи
УГКЦ
- о. Йосиф Рейтаровський (1901—1921),
- о. Михайло Присяжний (1921—1924),
- о. Іван Люб'янецький (1924[3] — 1946 в УГКЦ, 1946 — 1950 в РПЦ[4]),
- о. Зиновій Гончарик (1990),
- о. Михайло Валійон (1990),
- о. Іван Пославський (1991—1998),
- о. Іван Козар (з 1998).

РПЦ
- о. Іван Люб'янецький (1924[3] — 1946 в УГКЦ, 1946 — 1950 в РПЦ[4]),
- о. Тарас Чернявський (1950—1966),
- о. Анатолій Барчук (1968—1992).

ПЦУ
- о. Володимир Задвірний (1992—1997),
- о. Ростислав Земба (від 1997).